# Bechdel-Test
Den Bechdel-Test oder Bechdel-Wallace-Test machte 1985 die amerikanische Cartoon-Zeichnerin und Autorin Alison Bechdel in ihrem Comic Dykes to Watch Out For (deutsch Bemerkenswerte Lesben) bekannt. Er ist kein wissenschaftlicher Test, wird jedoch herangezogen, um Stereotypisierungen weiblicher Figuren in Spielfilmen wahrzunehmen und zu beurteilen. Bechdel selber bezeichnete den Test später als „Witz“, der nie als ernsthaftes Maß gedacht war.
Vereinfachend wird der Bechdel-Test in der Presse auch als Sexismus-Test bezeichnet, da er verdeutlicht, wo Frauenrollen eine insgesamt untergeordnete Bedeutung beigemessen wird.

## Hintergrund und Ziel des Tests
Untersuchungen des Centre for the Study of Women in Television and Film der San Diego State University haben ergeben, dass Frauen in Spielfilmen unterrepräsentiert sind. In 500 Top-Filmen von 2007 bis 2012 war ein Drittel der Hauptrollen mit Frauen besetzt. Das durchschnittliche Verhältnis von männlichen zu weiblichen Akteuren betrug 2,5 zu 1. 2014 waren in den 100 umsatzstärksten Filmen lediglich zwölf Prozent der deutlich erkennbaren Protagonisten weiblich.
Der Bechdel-Test wird als einfaches statistisches Hilfsmittel verwendet, um auf sexistische Geschlechterklischees in Spielfilmen bzw. der Filmindustrie hinzuweisen, indem geprüft wird, ob eigenständige weibliche Figuren vorkommen.
Der Test liefert jedoch kein notwendiges oder hinreichendes Kriterium dafür, dass ein einzelner Film (nicht-)sexistisch ist.

## Fragen des Tests
Der Bechdel-Test besteht aus drei einfachen Fragen. Werden sie positiv beantwortet, hat der Film den Test bestanden.
- Gibt es mindestens zwei Frauenrollen?
- Sprechen sie miteinander?
- Unterhalten sie sich über etwas anderes als einen Mann?

In jüngeren Varianten des Tests wird zusätzlich gefragt, ob die beiden Frauen im Film einen Namen haben.

## Anwendung
Nachdem der Bechdel-Test bereits längere Zeit von feministischen Filmkritikern verwendet worden war, wurde er 2011 in einem Artikel im New Yorker einem breiteren Publikum bekannt gemacht.
Der Bechdel-Test wurde von der Medienkritikerin Anita Sarkeesian für die Analyse von Spielfilmen verwendet, die 2011 für den Oscar nominiert waren. 2014 berichtet die Washington Post, dass in der Kategorie „Bester Film“ nur vier der neun nominierten Filme den Bechdel-Test bestehen, obwohl das Jahr von Schauspielerinnen als besonders gutes Jahr für starke und überzeugende Frauenrollen im Film („a banner year for ladies in cinema“) bezeichnet wurde und der Test als leicht zu bestehen („Not exactly a high bar“) gilt.
Der europäische Filmförderungsfonds Eurimages implementierte 2013 den Bechdel-Test in die Film-Fördervergabe-Kriterien.
In Kooperation mit dem Netzwerk Women in Film and Television International (WIFTI) hat das staatliche Schwedische Filminstitut 2013 den Bechdel-Test als offizielles Qualitätsmerkmal verankert (A Rating). Wenn ein Film den Bechdel-Test besteht, bekommt das Werk ein A für „approved“ (deutsch „anerkannt“.) Das A kann auf dem Bildschirm oder der Leinwand gezeigt werden, bevor der Film läuft, und auf Plakaten, in Programmzeitschriften und anderen Print- oder Online-Medien veröffentlicht werden. Dem schloss sich der schwedische Kabelsender Viasat Film an.
Das französische Filmmagazin Tess verfasste und publizierte Filmkritiken unter dem Aspekt des A-Ratings.
2014 veröffentlichte die französische Tageszeitung Libération die Ratingergebnisse des Filmfestivals in Cannes, wobei von 18 Filmen 13 den Bechdel-Test bestanden. Zeitgleich gründete Sophie Charlotte Rieger das Filmblog Filmlöwin, zunächst als Einzelunternehmerin. Das Blog befasst sich mit Filmen von und über Frauen. In zahlreichen Artikeln wird der Bechdel-Test in die Kritik einbezogen. In der Berichterstattung zur Berlinale 2014 stellte Deutschlandradio Kultur fest, dass von 20 teilnehmenden Filmen nur 3 den Bechdel-Test bestanden haben.
2017 gab es im Rahmen der Henrike Iglesias Academy eine Vorlesung unter dem Namen „Watch it like Bechdel“ mit Sophie Charlotte Rieger über das Filmeschauen durch die feministische Brille.
Der Bechdel-Test kann auch zur Analyse von Interaktionen in Social Media angewendet werden.
Im Jahr 2022 veröffentlichen Markus Appel und Timo Gnambs eine Studie, in der sie die 1200 beliebtesten Filme von 1980 bis 2019 analysierten. Dabei fanden sie heraus, dass nur 50 % davon den Bechdel-Test bestehen. Die Untersuchung zeigte auch, dass neuere Filme den Test eher bestehen. Während in den 1980er (42 %), 1990er (49 %) und 2000er (49 %) weniger als die Hälfte der Filme den Test bestand, waren es in den 2010er Jahren wenigstens 63 %. Wendet man den Bechdel-Test hingegen auf männliche Charaktere an, bestehen 95 % der analysierten Filme den Test. Filme, die in einer alternativen Welt spielten (z. B. Fantasy- oder Science-Fiction-Filme) bestanden den Bechdel-Test häufiger. Die Studie vermutet, dass Filme in diesen Genres eher Gender-Rollen und Klischees aufbrechen.
In Bezug auf das Produktionsbudget insgesamt zeigte die Studie bei steigender Budgethöhe eine geringere Wahrscheinlichkeit, den Test zu bestehen: Je teurer ein Film in der Produktion war, desto unwahrscheinlicher war es, dass er den Test bestand. Für neuere Filme drehte sich dieser Zusammenhang allerdings um, sie bestanden den Test eher, je höher ihr Produktionsbudget war, je besser ihre Publikumsbewertungen und je größer ihre Erlöse.

## Kritik
Bemängelt wird die mangelnde Zuverlässigkeit des Tests. Ein Film bestehe den Test selbst dann, wenn sich zwei weibliche Figuren nur übers Schminken unterhalten. Dagegen könne beispielsweise ein Film, der von nur einer (weiblichen) Figur getragen werde, die Bedingungen des Tests nie erfüllen (z. B. Gravity). Ein weiteres Beispiel ist die Herr-der-Ringe-Trilogie, die mehr als neun Stunden dauert, und aufgrund einer zwei Sekunden langen Szene den Bechdel-Test durchaus besteht.
Anwendern und Kritikern des Tests wird mitunter vorgeworfen, dass der ursprünglich nicht ganz ernst gemeinte Test überinterpretiert werde, da er sehr unzuverlässig und unterkomplex sei und sich somit als Kriterium der Klassifikation nicht eigne. Laut der Medienkritikerin Andi Zeisler werde der Test „weit jenseits der ursprünglichen Intention verwendet […]. Während Bechdel und Wallace ihn als einfaches Mittel formulierten, um die gängigen, unbewusst normativen Plots des Mainstream-Films zu bewerten, wäre das Bestehen heute beinahe ein Synonym für ‚feministisch sein‘. Dabei war der Test nie als Maßstab für Feminismus gedacht.“ Die falsche Annahme, ein Werk, das den Test besteht, sei dadurch „feministisch“, kann laut Zeisler Autoren dazu verführen, das „System auszutricksen“: sie könnten ein Minimum an Frauenrollen und Dialogen in das Skript schreiben, das eben noch zum Bestehen des Tests reicht, dabei aber weiterhin Frauen als tragende Figuren ausschließen.